# Ásahreppur
Ásahreppur (islandska izgovorjava: [auːsaˌr̥ɛhpʏr̥]) je občina na Islandiji.